# 藤村昌昭
藤村 昌昭（ふじむら まさあき、1947年10月30日 - 2010年3月7日）は、日本のイタリア文学者。元大阪大学教授。
京都大学大学院修士課程イタリア語学・文学専攻修了。1975年文学修士取得。大阪外国語大学講師、助教授を経て、教授に就任。2007年、大阪外国語大学の大阪大学への統合に伴って、大阪大学大学院文学研究科教授に就任。NHKラジオのイタリア語講座を担当したほか、イタリア学会会長も務めた。
2010年3月7日、虚血性心疾患のため死去。

## 著書
- 『気軽に学ぶイタリア語』（NHK出版 1993年）

### 翻訳
- ウンベルト・エーコ著『フーコーの振り子』（文藝春秋 1999年/文春文庫 2003年）
- ウンベルト・エーコ著『前日島』（文藝春秋 1993年/文春文庫 1999年）

### 監修
- 『デイリー日伊英・伊日英辞典』三省堂辞書編修所編（三省堂 2003年）
- 『デイリーコンサイス伊和・和伊辞典』杉本裕之、谷口真生子編（三省堂 2013年）